# نداکونیتسه
نداکونیتسه (به چکی: Nedakonice) یک منطقهٔ مسکونی در جمهوری چک است که در ناحیه اوهرسکه هرادیشتی واقع شده‌است. نداکونیتسه ۸٫۴ کیلومتر مربع مساحت و ۱٬۵۸۰ نفر جمعیت دارد و ۱۷۸ متر بالاتر از سطح دریا واقع شده‌است.